# Bill Haas
William Harlan Haas (* 24. Mai 1982 in Charlotte, North Carolina) ist ein US-amerikanischer Profigolfer der PGA TOUR. Er gewann im Jahre 2011 den FedEx Cup.

## Werdegang
Der Sohn des bekannten Golfers Jay Haas wurde nach einer erfolgreichen Amateurkarriere im Jahr 2004 Berufsgolfer und spielte zunächst auf der Nationwide Tour. Im Herbst 2005 qualifizierte er sich für die PGA TOUR.
2010 gelangen Haas die ersten beiden Siege auf der PGA Tour und im September 2011 sicherte er sich mit dem Gewinn der Tour Championship auch den mit 10 Millionen US-Dollar dotierten FedEx Cup.

## PGA Tour Siege
- 2010 Bob Hope Classic, Viking Classic
- 2011 The Tour Championship
- 2012 Northern Trust Open
- 2013 AT&T National
- 2015 Humana Challenge

## Andere Turniersiege
- 2004 CVS Charity Classic (mit Jay Haas)

## Teilnahmen an Mannschaftswettbewerben
Professional
- Presidents Cup: 2011 (Sieger), 2013 (Sieger), 2015 (Sieger)

Amateur
- Walker Cup: 2003
- Palmer Cup: 2002 (Sieger), 2003

## Resultate bei Major Championships
| Turnier           | 2003 | 2004 | 2005 | 2006 | 2007 | 2008 | 2009 | 2010 | 2011 | 2012 | 2013 | 2014 | 2015 | 2016 | 2017 | 2018 |
| ----------------- | ---- | ---- | ---- | ---- | ---- | ---- | ---- | ---- | ---- | ---- | ---- | ---- | ---- | ---- | ---- | ---- |
| Masters           | DNP  | DNP  | DNP  | DNP  | DNP  | DNP  | DNP  | T26  | T42  | T37  | T20  | T20  | T12  | T24  | T36  | DNP  |
| US Open           | CUT  | T40  | DNP  | DNP  | DNP  | DNP  | DNP  | DNP  | T23  | CUT  | CUT  | T35  | CUT  | T51  | T5   | T36  |
| Open Championship | DNP  | DNP  | DNP  | DNP  | DNP  | DNP  | DNP  | CUT  | T57  | T19  | CUT  | T51  | CUT  | T9   | CUT  | DNP  |
| PGA Championship  | DNP  | DNP  | DNP  | DNP  | DNP  | DNP  | DNP  | CUT  | T12  | T32  | T25  | T27  | T65  | T56  | T54  | CUT  |

DNP = nicht teilgenommen

CUT = Cut nicht geschafft

„T“ geteilte Platzierung

Grüner Hintergrund für Siege

Gelber Hintergrund für Top 10